# Jezioro Bucharzewskie
Jezioro Bucharzewskie – jezioro rynnowe w województwie wielkopolskim, w powiecie międzychodzkim, w gminie Sieraków, we wsi Bucharzewo, leżące na terenie Kotliny Gorzowskiej.

## Dane morfometryczne
Powierzchnia zwierciadła wody według różnych źródeł wynosi od 14,0 ha.
Zwierciadło wody położone jest na wysokości 41,9 m n.p.m..
Maksymalna głębokość to 4,8 m.